# Elaphoidella caeca
Elaphoidella caeca is een eenoogkreeftjessoort uit de familie van de Canthocamptidae. De wetenschappelijke naam van de soort is voor het eerst geldig gepubliceerd in 1964 door Miura.